# Дуброва Марина Олександрівна
Мари́на Олекса́ндрівна Дубро́ва (* 1978) — українська спортсменка-легкоатлетка. Спеціалізувалася в бігу на довгі дистанції.

## З життєпису
Чемпіонка України на дистанції 5000 метрів — 2002-й, 2004-й та 2005-й роки.
Чемпіонка України 2003 року з напівмарафону.
На Чемпіонаті світу з легкої атлетики в приміщенні-2004 була восьмою. Того ж року на
Всесвітньому легкоатлетичному фіналі посіла десяту сходинку.